# Thomas Wyss
Thomas Wyss (født 29. august 1966) er en tidligere schweizisk fodboldspiller, der spillede som midtbanespiller. Han var på klubplan primært tilknyttet FC St. Gallen, Grasshoppers og FC Luzern i hjemlandet. Han spillede mellem 1988 og 2000 desuden elleve kampe for Schweiz' landshold, som han repræsenterede ved VM i 1994 i USA.